# ريو دياز
ريو دياز هي ممثلة فلبينية، ولدت في 14 أغسطس 1959 في مانيلا في الفلبين، وتوفيت في 4 أكتوبر 2004 في دالي سيتي في الولايات المتحدة بسبب سرطان القولون.

## وصلات خارجية
- ريو دياز على موقع IMDb (الإنجليزية)
- ريو دياز على موقع قاعدة بيانات الفيلم (الإنجليزية)